# Pingu
Pingu este un serial de desene animate pentru copii, creat de Otmar Gutmann și Erika Brueggermann, produs inițial în perioada 1988–2000 pentru televiziunea elvețiană de către The Pygos Group (mai demult Trickfilmstudio). Se concentrează pe o familie de pinguini antropomorfi care trăiesc la Polul Sud. Personajul principal este Pingu.
Seria a început inițial cu patru sezoane, din 7 martie 1990 până la 9 aprilie 2000, produse la postul de televiziune Schweizer Fernsehen. Pingu a câștigat un premiu BAFTA. Cea de-a cincea și a șasea serie au fost produse de companiile britanice HIT Entertainment și Hot Animation.
Un motiv pentru succesul internațional al lui Pingu este lipsa de limbaj vorbit în realitate: aproape toate dialogurile se află într-o „limbă de pinguin” inventată în stil grammelot, care constă în bâlbâili, mormăieli și caracteristica sa sporadică „Nug! Nug!”, întorcându-și ciocul într-o formă de megafon. Acest zgomot de semnătură este scris ca „Noot noot!” în cultura populară. În primele 4 serii, toate personajele au fost interpretate de actorul italian de voce Carlo Bonomi, folosind un limbaj de zgomote pe care el deja îl dezvoltase și îl folosea pentru La Linea. În seriile 5 și 6, actorii de voce au fost David Sant și Marcello Magni.